# Rhythm 0
Rhythm 0 (česky Rytmus 0) byla šestihodinová performance srbské umělkyně Mariny Abramović ve Studiu Morra v Neapoli roku 1974. Během performance vystavila Abramović sebe sama návštěvníkům galerie, kteří měli k dispozici 72 předmětů, které mohli vůči umělkyni jakkoliv použít. Dané předměty byly například růže, peříčko, parfém, med, chléb, hroznové i alkoholické víno, ale i nůžky, skalpel, břitvy či zbraň s jedním nábojem.
Mezi umělkyní a publikem nebylo žádné omezení – Abramović se sebou skutečně nechala jakkoliv manipulovat. Role perfomerky a diváka se tudíž proměnila, Abramović byla pasivní účastník performance, diváci aktivní. Ericha Fishcher Lichte v knize Estetika performativity tento jev označuje za „záměnu rolí".
Účelem peformance-experimentu bylo dle Abramović zjistit, kam je až člověk v takové situaci schopen zajít. Velkou roli zde nejspíš hrála i tzv. davová psychóza. Podle jejích slov díky této zkušenosti přišla na to, že publikum je schopné člověka zabít.
Perofmance vyvolala rozporuplné reakce. Na jednu stranu kritika obdivovala nasazení a ideu Abramović, na stranu druhou měli tendenci Abramović považovat za psychicky narušenou, když jako žena byla ochotna nechat samu sebe takto zneužívat. Tato kritika se ozývala nejvíce v Abramović domovské Jugoslávii (konkrétně v Srbsku), kde měli dokonce tendenci se jí vysmívat. Je důležité si uvědomit, že v roce 1974 měla Abramović teprve 28 let a vstupovala na umělecké pole, kde doposud dominovali muži. 
Performance připomíná dřívější počin Yoko Ono Cut Piece (1964/5/6).

## Performance
Na stole byly návštěníkům předloženy následující instrukce:
Instrukce.

Na stole je 72 předmětů, které můžete použít dle potřeby.
Performance.
Já jsem předmět.
Během této doby přebírám plnou zodpovědnost.

Trvání: 6 hodin (20:00 – 2:00)

Abramović později řekla, že během perfomance dosáhla svých psychických i fyzických limitů. Ze začátku bylo jednání návštěvníků a návštěvnic neškodné. Nabízeli ji růži, krmili ji či hladili. Postupem času však odhazovali zábrany a nebáli se nečinnou performerku vystavovat čím dál tím nepříjemnějším situacím. Po třech hodinách jí někdo žiletkou rozřízl šaty. O hodinu později začali návštěvníci umělkyni řezat do kůže. Jeden návštěvník jí pořezal krk a následně sál její krev. Abramović ve svém životopisu Walk Through Walls (2016) píše, že byla přesvědčená, že kdyby neměli přítomní italští muži s sebou své manželky, určitě by se někdo z nich pokusil ji znásilnit. Performance vyeskalovala, když nějaký z přítomných mužů Abramović přiložil nabitou zbraň ke spánku a  položil Abramović ruku na spoušť. Abramović sama tvrdí, že byla v daný moment pro umění skutečně ochotna zemřít. 
Existuje více variant závěru performance. Jedna z nich vypovídá o tom, že Abramović po uplynutí daných šesti hodin „ožila" a diváci před ní začali prchat. Po konci performance do galerie chodilo velké množství omluvných dopisů, kdy se účastníci omlouvali za své jednání.

## Seznam 72 předmětů
1. Zbraň
2. Kulka
3. Modrá barva
4. Hřeben
5. Zvon
6. Bič
7. Rtěnka
8. Kapesní nožík
9. Vidlička
10. Parfém
11. Lžička
12. Bavlna
13. Květiny
14. Sirky
15. Růže
16. Svíčka
17. Voda
18. Šála
19. Zrcadlo
20. Sklenice k pití
21. Polaroidový fotoaparát
22. Peříčko
23. Řetěz
24. Hřebíky
25. Jehla
26. Spínací špendlík
27. Pinetka
28. Kartáč
29. Bandáž
30. Červená barva
31. Bílá barva
32. Nůžky
33. Pero
34. Knížka
35. Čepice
36. Kapesník
37. List bílého papíru
38. Kuchyňský nůž
39. Kladivo
40. Pila
41. Kus dřeva
42. Sekyra
43. Lepidlo
44. Jehněčí kost
45. Noviny
46. Chleba
47. Víno
48. Med
49. Sůl
50. Cukr
51. Mýdlo
52. Dort
53. Kovová trubka
54. Skalpel
55. Kovové kopí
56. Zvon
57. Pokrm
58. Flétna
59. Náplast
60. Alkohol
61. Medaile
62. Kabát
63. Boty
64. Židle
65. Kožené pásky
66. Příze
67. Drát
68. Síra
69. Hrozny
70. Olivový olej
71. Snítka rozmarýnu
72. Jablko